# فرودگاه ماری
فرودگاه ماری (به انگلیسی: Mary Airport) (به زبان بومی: Mary International Airport) یک فرودگاه همگانی با کد یاتا MYP است که یک باند فرود بتن دارد و طول باند آن ۳۷۰۰ متر است. این فرودگاه در کشور ترکمنستان قرار دارد .

## شرکت‌های هواپیمایی و مقصدهای پروازی

### مسافری
| شرکت‌های هواپیمایی   | مقصدهای پروازی              |
| ------------------- | --------------------------- |
| هواپیمایی ترکمنستان | عشق‌آباد، داش‌اغوز، ترکمن‌آباد |

### باری
| شرکت‌های هواپیمایی | مقصدهای پروازی          |
| ----------------- | ----------------------- |
| کوین ایرویز       | اسخیپول آمستردام، تفلیس |